# Miss Mondo 2013
Miss Mondo 2013, la sessantatreesima edizione del concorso di bellezza Miss Mondo, si è tenuto il 28 settembre 2013 presso il Bali Nusa Dua Convention Center a Bali in Indonesia. Centoventisette concorrenti provenienti da tutto il mondo hanno reso questa edizione del concorso quella con il maggior numero di partecipanti. La cinese Yu Wenxia, vincitrice uscente ha incoronato la rappresentante delle Filippine Megan Young come nuova detentrice del titolo. Si tratta della prima volta che il concorso viene vinto da una rappresentante delle Filippine.

## Risultati

### Piazzamenti
| Risultato finale | Concorrente |
| ---------------- | --- |
| Miss Mondo 2013  | - Filippine – Megan Young |
| 2ª classificata  | - Francia – Marine Lorphelin |
| 3ª classificata  | - Ghana – Carranzar Naa Okailey Shooter |
| 4ª classificata  | - Brasile – Sancler Frantz |
| 5ª classificata  | - Spagna – Elena Ibarbia |
| 6ª classificata  | - Gibilterra – Maroua Kharbouch § |
| Top 10           | - Australia – Erin Holland - Giamaica – Gina Hargitay - Indonesia – Vania Larissa - Inghilterra – Kirsty Heslewood - Nepal – Ishani Shrestha |
| Top 20           | - Aruba – Larissa Leeuwe - Belgio – Noémie Happart - Canada – Camille Munro - India – Navneet Dhillon - Italia – Sarah Baderna - Paesi Bassi – Jacqueline Steenbeek - Rep. Dominicana – Joely Bernat - Slovacchia – Karolína Chomisteková - Stati Uniti – Olivia Jordan - Ucraina – Anna Zayachkivska |

§ Vincitrice del titolo "People's Choice"
Nota: Dopo l'annuncio delle ultime cinque finaliste, sono state rivelate la concorrente che aveva ottenuto il titolo di "People's Choice". Nel caso in cui la vincitrice di tale titolo non fosse stata nella rosa delle cinque finaliste, vi si sarebbe aggiunta come sesta finalista. Effettivamente la scelta del pubblico era la rappresentante di Gibilterra, che non era entrata nella top 20 della giuria, e che di conseguenza è stata aggiunta come sesta finalista.

### Regine continentali
| Continente | Concorrente                   |
| ---------- | ----------------------------- |
| Africa     | - Ghana – Naa Okailey Shooter |
| America    | - Brasile – Sancler Frantz    |
| Asia       | - Filippine – Megan Young     |
| Caraibi    | - Giamaica – Gina Hargitay    |
| Europa     | - Francia - Marine Lorphelin  |
| Oceania    | - Australia – Erin Holland    |

## Eventi speciali

### Beach Fashion
| Risultato finale | Concorrente |
| ---------------- | --- |
| Vincitrice       | - Brasile – Sancler Frantz |
| 2ª classificata  | - Francia – Marine Lorphelin |
| 3ª classificata  | - Ghana – Carranzar Naa Okailey Shooter |
| 4ª classificata  | - Giamaica – Gina Hargitay |
| 5ª classificata  | - Filippine – Megan Young |
| Top 11           | - Cina – Yu Weiwei - Indonesia – Vania Larissa - Italia – Sarah Baderna - Moldavia – Valeriya Tsurkan - Spagna – Elena Ibarbia - Ucraina – Anna Zayachkivska |
| Top 32           | - Albania – Ersela Kurti - Aruba – Larissa Leeuwe - Bahamas – De'Andra Bannister - Bulgaria – Nansi Karaboycheva - Cile – Camila Andrade - Costa d'Avorio – Aïssata Ezzedine - Curaçao – Xafira Urselita - Danimarca – Malene Sorensen - Ecuador – Laritza Parraga - Etiopia – Genet Tsegay - Giappone – Michiko Tanaka - Guyana – Ruqayyah Boyer - Inghilterra – Kirsty Heslewood - Isole Vergini Americane – Petra Cabrera-Badia - Kirghizistan – Zhibek Nukeeva - Martinica – Julie Lebrasseur - Rep. Ceca – Lucie Kovandova - Russia – Elmira Abdrazakova - Slovacchia – Karolína Chomisteková - Sudan del Sud – Manuela Matong - Venezuela – Karen Soto |

### Sport Challenge
| Risultato finale | Concorrente |
| ---------------- | --- |
| Vincitrice       | - Paesi Bassi – Jacqueline Steenbeek |
| 2ª classificata  | - Spagna – Elena Ibarbia |
| 3ª classificata  | - Irlanda del Nord – Meagan Green |
| 4ª classificata  | - Paraguay – Coral Ruíz |
| 5ª classificata  | - El Salvador – Paola Ayala |
| Top 20           | - Aruba – Larissa Leeuwe - Belgio – Noemie Happart - Bulgaria – Nansi Karaboycheva - Cipro – Kristi-Mari Agapiou - Inghilterra – Kirsty Heslewood - Italia – Sarah Baderna - Montenegro – Ivana Milojko - Nicaragua – Luz Decena - Nuova Zelanda – Ella Langsford - Panama – Virginia Hernandez - Perù – Elba Fahsbender - Rep. Dominicana – Joely Bernat - Scozia – Jamey Bowers - Slovacchia – Karolína Chomisteková - Ungheria – Rakosi Annamaria |

### Talent Competition
| Risultato finale | Concorrente |
| ---------------- | --- |
| Vincitrice       | - Indonesia – Vania Larissa |
| 2ª classificata  | - Australia – Erin Holland |
| 3ª classificata  | - Ucraina – Anna Zayachkivska |
| 4ª classificata  | - Isole Vergini Britanniche – Kirtis Malone |
| 5ª classificata  | - Canada – Camille Munro |
| Top 12           | - Camerun – Denise Valerie Ayena - Dominica – Leslassa Armour-Shillingford - Galles – Gabrielle Shaw - Hong Kong – Jacqueline Wong - Panama – Virginia Hernandez - Slovacchia – Karolina Chomistekova - Trinidad e Tobago – Sherrece Villafana |

### Top Model
| Risultato finale | Concorrente |
| ---------------- | --- |
| Vincitrice       | - Filippine – Megan Young |
| 2ª classificata  | - Stati Uniti – Olivia Jordan |
| 3ª classificata  | - Francia – Marine Lorphelin |
| 4ª classificata  | - Ucraina – Anna Zayachkivska |
| 5ª classificata  | - Brasile – Sancler Frantz |
| Top 10           | - Camerun – Denise Valerie Ayena - Cipro – Kristi-Mari Agapiou - Inghilterra – Kirsty Heslewood - Italia – Sarah Baderna - Sudan del Sud – Modong Manuela |

### Beauty with a Purpose
| Risultato finale | Concorrente |
| ---------------- | --- |
| Vincitrice       | - Nepal – Ishani Shrestha |
| 2ª classificata  | - Australia – Erin Holland |
| 3ª classificata  | - Tanzania – Brigitte Lyimo |
| 4ª classificata  | - Belgio – Noemie Happart |
| 5ª classificata  | - Brasile – Sancler Frantz |
| Top 10           | - Aruba – Larissa Leeuwe - Francia – Marine Lorphelin - Ghana – Carranzar Naa Okailey Shooter - India – Navneet Dhillon - Inghilterra – Kirsty Heslewood |

### Multimedia Award
| Risultato finale | Concorrente                                 |
| ---------------- | ------------------------------------------- |
| Vincitrice       | - India – Navneet Dhillon                   |
| 2ª classificata  | - Thailandia – Natalie Kanyapak Phoksomboon |
| 3ª classificata  | - Nepal – Ishani Shrestha                   |
| 4ª classificata  | - Filippine – Megan Young                   |
| 5ª classificata  | - Malaysia – Melinder Bhullar               |

## Giudici
- Julia Morley - Organizzatrice del concorso
- Donna Derby
- Derek Wheeler
- Mike Dixon
- Andrew Minarik
- Vineet Jain
- Azra Akın - Miss Mondo 2002
- Maurice Montgomery Haughton-James
- Ken Warwick
- Liliana Tanoesoedibjo
- Liestyana Irman Gusman
- Silvia Agung Laksono

## Musiche di sottofondo ed ospiti
- Blue
- Matt Cardle
- GIGI Art of Dance
- Soerya Soemirat Dance Group
- Iskandar Widjaja
- Maylaffayza

## Concorrenti
| Nazione/Territorio        | Concorrente                   | Età | Città               |
| ------------------------- | ----------------------------- | --- | ------------------- |
| Albania                   | Ersela Kurti                  | 22  | Tirana              |
| Angola                    | Maria Castelo                 | 23  | Uíge                |
| Argentina                 | Teresa Kuster                 | 24  | Buenos Aires        |
| Aruba                     | Larisa Leeuwe                 | 22  | Oranjestad          |
| Australia                 | Erin Holland                  | 24  | Sydney              |
| Austria                   | Ena Kadic                     | 23  | Innsbruck           |
| Bahamas                   | De'Andra Bannister            | 24  | Nassau              |
| Barbados                  | Regina Ramjit                 | 19  | Bridgetown          |
| Belgio                    | Noemie Happart                | 20  | Liegi               |
| Belize                    | Idolly Louise Saldivar        | 22  | Belmopan            |
| Bermuda                   | Katherine Arnfield            | 18  | Hamilton            |
| Bielorussia               | Marija Vjalička               | 22  | Vicebsk             |
| Bolivia                   | Alejandra Castillo            | 20  | Tarija              |
| Bosnia ed Erzegovina      | Sanda Gutić                   | 19  | Sarajevo            |
| Botswana                  | Rosemary Keofitlhetse         | 20  | Gaborone            |
| Brasile                   | Sancler Frantz                | 21  | Arroio do Tigre     |
| Bulgaria                  | Nansi Karabojčeva             | 20  | Pazardžik           |
| Camerun                   | Denise Valerie Ayena          | 22  | Yaoundé             |
| Canada                    | Camille Munro                 | 22  | Regina              |
| Cile                      | Camila Andrade                | 22  | Concepcion          |
| Cina                      | Yu Weiwei                     | 25  | Ankang              |
| Cina Taipei               | Cinzia Chang                  | 21  | Taipei              |
| Cipro                     | Kristi-Mari Agapiou           | 20  | Nicosia             |
| Colombia                  | Daniela Ocoro                 | 23  | Cali                |
| Corea del Sud             | Min-ji Park                   | 24  | Pusan               |
| Costa d'Avorio            | Aïssata Dia                   | 21  | Aboisso             |
| Costa Rica                | Yarley Marín                  | 23  | Puntarenas          |
| Croazia                   | Lana Grzetic                  | 18  | Fiume               |
| Curaçao                   | Xafira Urselita               | 18  | Willemstad          |
| Danimarca                 | Malene Riis Sorensen          | 20  | Haderslev           |
| Dominica                  | Leslassa Armour-Shillingford  | 19  | Roseau              |
| Ecuador                   | Laritza Parraga               | 19  | Santo Domingo       |
| El Salvador               | Paola Ayala                   | 18  | San Salvador        |
| Etiopia                   | Genet Tsegay                  | 22  | Mekele              |
| Figi                      | Caireen Erbsleben             | 21  | Suva                |
| Filippine                 | Megan Young                   | 23  | Olongapo            |
| Finlandia                 | Maija Kerisalmi               | 20  | Nokia               |
| Francia                   | Marine Lorphelin              | 20  | Mâcon               |
| Gabon                     | Brunilla Moussadingou         | 19  | Lambaréné           |
| Galles                    | Gabrielle Shaw                | 19  | Wrexham             |
| Georgia                   | Tamar Shedania                | 21  | Zugdidi             |
| Germania                  | Amina Sabbah                  | 18  | Jena                |
| Ghana                     | Carranzar Naa Okailey Shooter | 22  | Accra               |
| Giamaica                  | Gina Hargitay                 | 18  | Kingston            |
| Giappone                  | Michiko Tanaka                | 23  | Tokyo               |
| Gibilterra                | Maroua Kharbouch              | 22  | Gibilterra          |
| Grecia                    | Athina Pikraki                | 21  | Atene               |
| Guadalupa                 | Sheryna van der Koelen        | 21  | Saint-François      |
| Guam                      | Camarin Mendiola              | 17  | Agana Heights       |
| Guatemala                 | Karla Loraine Quinto          | 25  | Città del Guatemala |
| Guinea                    | Mariama Diallo                | 22  | Conakry             |
| Guinea-Bissau             | Heny Tavares                  | 21  | Bafatá              |
| Guinea Equatoriale        | Restituta Mifumu Nguema       | 19  | Micomeseng          |
| Guyana                    | Ruqayyah Boyer                | 23  | Georgetown          |
| Haiti                     | Ketsia Iciena Lioudy          | 19  | Cap-Haïtien         |
| Honduras                  | Monica Alexis Elwin Gough     | 19  | Roatán              |
| Hong Kong                 | Jacqueline Wong               | 24  | Hong Kong           |
| India                     | Navneet Dhillon               | 20  | Patiala             |
| Indonesia                 | Vania Larissa                 | 18  | Pontianak           |
| Inghilterra               | Kirsty Heslewood              | 24  | Londra              |
| Irlanda                   | Aoife Walsh                   | 23  | Clonmel             |
| Irlanda del Nord          | Meagan Green                  | 23  | Lisburn             |
| Islanda                   | Sigridur Asgeirsdottir        | 22  | Reykjavík           |
| Isole Vergini Americane   | Petra Cabrera-Badia           | 21  | Charlotte Amalie    |
| Isole Vergini britanniche | Kirtis Malone                 | 21  | Tortola             |
| Italia                    | Sarah Baderna                 | 22  | Castell'Arquato     |
| Kazakistan                | Ainura Toleuova               | 18  | Taldykorgan         |
| Kenya                     | Wangui Gitonga                | 23  | Mombasa             |
| Kirghizistan              | Zhibek Nukeeva                | 19  | Bishkek             |
| Lesotho                   | Mamahlape Matsoso             | 19  | Maseru              |
| Lettonia                  | Eva Dombrovska                | 22  | Jelgava             |
| Libano                    | Karen Ghrawi                  | 22  | Debel               |
| Lituania                  | Ruta Mazureviciute            | 22  | Garliava            |
| Macedonia del Nord        | Kristina Spasenoska           | 21  | Kičevo              |
| Malaysia                  | Melinder Bhullar              | 20  | Kuala Lumpur        |
| Malta                     | Donna Leyland                 | 20  | Attard              |
| Martinica                 | Julie Lebrasseur              | 19  | Ducos               |
| Mauritius                 | Nathalie Lesage               | 18  | Grand Baie          |
| Messico                   | Marilyn Chagoya               | 19  | Poza Rica           |
| Moldavia                  | Valeriya Tsurkan              | 18  | Tiraspol            |
| Mongolia                  | Pagmadulam Sukhbaatar         | 23  | Ulan Bator          |
| Montenegro                | Ivana Milojko                 | 18  | Cattaro             |
| Namibia                   | Paulina Malulu                | 24  | Windhoek            |
| Nepal                     | Ishani Shrestha               | 21  | Kathmandu           |
| Nicaragua                 | Luz Mery Decena Rivera        | 23  | Jalapa              |
| Nigeria                   | Anna Banner                   | 18  | Bayelsa             |
| Norvegia                  | Alexandra Backstrom           | 23  | Oslo                |
| Nuova Zelanda             | Ella Langsford                | 20  | Auckland            |
| Paesi Bassi               | Jacqueline Steenbeek          | 23  | Drunen              |
| Panama                    | Virginia Hernandez            | 23  | Panama              |
| Paraguay                  | Coral Ruíz Reyes              | 22  | Luque               |
| Perù                      | Elba Fahsbender               | 21  | Piura               |
| Polonia                   | Katarzyna Krzeszowska         | 22  | Krynica-Zdrój       |
| Porto Rico                | Nadyalee Torres               | 25  | Caguas              |
| Portogallo                | Elisabete Rodrigues           | 20  | Porto               |
| Rep. Ceca                 | Lucie Kovandova               | 19  | Dolní Kounice       |
| Rep. Dominicana           | Joely Bernat                  | 24  | Bronx               |
| Romania                   | Andreea Chiru                 | 20  | Brăila              |
| Russia                    | Elmira Abdrazakova            | 18  | Mezhdurechensk      |
| Saint Kitts e Nevis       | Trevicia Adams                | 22  | Basseterre          |
| Samoa                     | Penina Paeu                   | 21  | Apia                |
| Scozia                    | Jamey Bowers                  | 24  | Edimburgo           |
| Serbia                    | Aleksandra Doknic             | 18  | Požarevac           |
| Seychelles                | Agnes Gerry                   | 19  | Victoria            |
| Singapore                 | Maria-Anna Zenieris           | 18  | Singapore           |
| Slovacchia                | Karolína Chomistekova         | 19  | Oravský Podzámok    |
| Slovenia                  | Maja Cotic                    | 24  | Nova Gorica         |
| Spagna                    | Elena Ibarbia                 | 18  | San Sebastián       |
| Sri Lanka                 | Iresha Asanki de Silva        | 22  | Colombo             |
| Stati Uniti               | Olivia Jordan                 | 24  | Tulsa               |
| Sudafrica                 | Marilyn Ramos                 | 22  | Klerksdorp          |
| Sudan del Sud             | Modong Manuela                | 21  | Juba                |
| Svezia                    | Agneta Myhrman                | 19  | Stoccolma           |
| Svizzera                  | Cindy Williner                | 18  | Zurigo              |
| Tanzania                  | Brigitte Lyimo                | 20  | Dar es Salaam       |
| Thailandia                | Natalie Kanyapak Phoksomboon  | 22  | Udon Thani          |
| Trinidad e Tobago         | Sherrece Villafana            | 19  | San Fernando        |
| Tunisia                   | Hiba Telmoudi                 | 22  | Gabès               |
| Turchia                   | Ruveyda Oksuz                 | 19  | Istanbul            |
| Ucraina                   | Anna Zayachkivska             | 21  | Ivano-Frankivsk     |
| Uganda                    | Stellah Nantumbwe             | 22  | Kampala             |
| Ungheria                  | Annamaria Rakosi              | 21  | Debrecen            |
| Uzbekistan                | Rakhima Ganieva               | 18  | Tashkent            |
| Venezuela                 | Karen Soto                    | 21  | Maracaibo           |
| Vietnam                   | Thảo Lại Hương                | 22  | Quảng Ninh          |
| Zambia                    | Christine Mwaaba              | 24  | Lusaka              |

### Debutti
- Camerun[134]
- Guinea[135]
- Guinea-Bissau
- Uzbekistan

### Ritorni
- Ultima partecipazione nel 1975:
  -  Haiti
- Ultima partecipazione nel 1978:
  -  Dominica
  -  Tunisia
- Ultima partecipazione nel 1988:
  -  Samoa
- Ultima partecipazione nel 2001:
  -  Isole Vergini Britanniche
- Ultima partecipazione nel 2005:
  -  Svizzera
- Ultima partecipazione nel 2008:
  -  Cina Taipei
- Ultima partecipazione nel 2010:
  -  Lesotho
  -  Zambia
- Ultima partecipazione nel 2011:
  -  Ghana
  -  Kirghizistan
  -  Moldavia
  -  Namibia
  -  Romania[136]

### Ritiri
- Bonaire: Mancanza di sponsor
- Capo Verde: Problemi finanziati
- Israele: Ragioni politiche
- Macao: Nessun concorso
- Malawi: Mancanza di sponsor
- Sierra Leone: Mancanza di sponsor
- Suriname: Problemi finanziati
- Uruguay: La rappresentante ha avuto problemi col passaporto
- Zimbabwe: Mancanza di sponsor

### Sostituzioni
- Hong Kong: La regnante Miss Hong Kong Carat Cheung è stata sostituita dalla seconda classificata Jacqueline Wong, per aver superato l'età massima consentita per la partecipazione.
- Serbia: Nikolina Bojić è stata sostituita da Aleksandra Doknic, seconda classificata a Miss Serbia 2012, in quanto squalificata per aver sposato il tennista canadese Frank Dancević.

### Designazioni
- Bielorussia: Maryia Vialichka è stata scelta per rappresentare la Bielorussia, dopo che aveva vinto il titolo di Miss Charity durante il concorso Miss Bielorussia 2012. Miss Bielorussia è infatti un concorso biennale e nel 2013 non si era tenuto.
- Cipro: Kristy Marie Agapiou scelta per rappresentare Cipro, era la seconda classificata a Miss Cipro 2011.
- Corea del Sud: Park Min-ji, scelta a rappresentare la Corea, era la terza classificata al concorso Miss Mondo Corea 2011.
- Guyana: Ruqayyah Boyer è stata incoronata Miss Guyana 2013 dopo che Natasha Martindale è diventata la nuova direttrice nazionale Guyana.
- Islanda: Sigridu Dagbjort, stata scelta per rappresentare l'Islanda, era la terza classificata al concorso Ungfrú Island 2011.
- Isole Vergini Britanniche: Kirtis Kassandra Malone è stata nominata Miss Mondo Isole Vergini britanniche 2013. La licenza del marchio era stata rilevata dall'organizzazione nello stesso anno e quindi non si era tenuto alcun concorso.
- Kazakistan: Aynur Toleuova scelta a rappresentare il Kazakistan, era stata in precedenza Miss Kazakistan 2011.
- Mongolia: Pagmadulam Sukhbaatar è stata nominata Miss Mondo Mongolia 2013 dopo un casting.
- Nicaragua: Luz Decena è stata scelta come Miss Mondo Nicaragua 2013 da Denis Davila, direttore nazionale di Miss Mondo Nicaragua.
- Norvegia: Alexandra Backström è stata nominata Miss Mondo Norvegia 2013 dopo un casting.[94]
- Saint Kitts e Nevis: Trevicia Adams è stata nominata Miss Mondo Saint Kitts e Nevis 2013 da Eversley Liburd e Joan Millard, direttori nazionali di Miss Mondo a St. Kitts & Nevis.[107]
- Stati Uniti: Olivia Jordan, scelta a rappresentare gli Stati Uniti d'America, era stata la seconda classificata a Miss California USA 2013.
- Vietnam: Thảo Lại Hương è stata incaricata di rappresentare il Vietnam, con il permesso del Ministero della Cultura.
- Zambia: Christine Mwaaba scelta a rappresentare lo Zambia, era stata la terza classificata a Miss Zambia 2010.

### Crossover
Concorrenti che in precedenza avevano gareggiato o che in seguito hanno gareggiato in altri concorsi:
Miss Universo
- 2012:  Georgia - Tamar Shedania
- 2012:  Guyana - Ruqayyah Boyer
- 2013:  Belgio - Noémie Happart
- 2013:  Libano - Karen Ghrawi
- 2013:  Namibia - Paulina Malulu
- 2013:  Russia - Elmira Abdrazakova
- 2013:  Sudafrica - Marilyn Ramos

Miss International
- 2012:  Namibia - Paulina Malulu (Top 15)

Miss Terra
- 2012:  Guadalupa - Sheryna van der Koelen

Miss Supranational
- 2012:  Ungheria - Annamaria Rakosi
- 2012:  Vietnam - Thảo Lại Hương (Regina Asia e Pacifico)

Miss Intercontinental
- 2012:  Cina Taipei - Cinzia Chang  Taiwan

Miss Tourism International
- 2010:  Costa Rica - Yarli Marin
- 2011:  Mongolia - Pagmadulam Sukhbaatar (Top 15 e Miss Talent)

Miss Globe International
- 2013:  Haiti - Ketsia Lioudy (TBA)

Miss Tourism Queen of the Year International
- 2012:  Paraguay - Coral Ruiz Reyes

Miss World Next Top Model
- 2011:  Venezuela - Karen Soto (Vincitrice)

World Miss University
- 2010:  Panama - Virginia Hernández (Miss Friendship)

Top Model of the World
- 2012:  Porto Rico - Nadyalee Torres (Top 15 e Miss Photogenic)

Reina Hispanoamericana
- 2012:  Perù - Elba Fahsbender
- 2012:  Rep. Dominicana - Joely Bernat (Miss Facebook)  Stati Uniti

Miss Atlántico Internacional
- 2011:  Brasile - Sancler Frantz (Miss Internet)

Elite Model Look
- 2007:  Georgia - Tamar Shedania (Finalista)

Bride of the World
- 2012:  Romania - Andreea Chiru

Reinado Internacional del Café
- 2013:  Aruba - Larisa Leeuwe (2ª classificata)

Reinado Panamericano de la Caña de Azúcar
- 2012:  Perù - Elba Fahsbender (2ª classificata)

Miss Piel Dorada International
- 2011:  Belize - Idolly Louise Saldivar (Miss Congeniality)
- 2013:  Costa Rica - Yarly Marín (2ª classificata)

Reina de la Costa Maya
- 2011:  Belize - Idolly Louise Saldivar
- 2013:  Honduras - Monica Alexis Elwin Gough

Miss CEDEAO
- 2012:  Guinea - Mariama Diallo  (Vincitrice)

Jaycees Caribbean Queen
- 2013:  Dominica - Leslassa Shillingford (Vincitrice)

Miss Caribbean Culture Queen
- 2013:  Dominica - Leslassa Shillingford  (Vincitrice)

## Controversie
Dopo le proteste dei musulmani integralisti, che hanno minacciato di far annullare l'evento in Indonesia, l'organizzatrice del concorso Julia Morley ha fatto in modo che non ci fossero sfilate in costume da bagno durante la gara. Si tratta del primo caso nella storia del concorso che ciò avviene.